# Wilhelm Spielberg
Wilhelm Spielberg (* 31. Juli 1826 in Helbra; † 13. September 1890) war Jurist und Reichstagsabgeordneter.

## Leben und Wirken
Spielberg trat 1847 in Naumburg in den juristischen Staatsdienst ein, bereits 1849 wurde er aus politischen Gründen wieder entlassen und zu einer Festungshaft von sechs Monaten verurteilt. Um 1850 übernahm er ein Rittergut in Volkstedt und gründete dort eine Zuckerrübenfabrik. 1883 verkaufte er das Gut und die Fabrik und zog nach Berlin, wo er die Stadtgüter verwaltete und auch Stadtrat wurde. Außerdem reiste er nach Nord- und Südamerika, um deutsche Siedlungen vorzubereiten.
1870 wurde er für die beiden Mansfelder Kreise in den preußischen Landtag als Abgeordneter der Fortschrittspartei gewählt, dem er zunächst bis 1873 angehörte. Von 1882 bis 1888 gehörte er erneut dem Abgeordnetenhaus an, zunächst als Mitglied der Liberalen Vereinigung, ab 1886 gehörte er zu keiner Fraktion. Im Abgeordnetenhaus vertrat er den Wahlkreis Regierungsbezirk Merseburg 4 (Saalkreis und Stadt Halle an der Saale). 1874 bis 1878 war er Mitglied des Deutschen Reichstags für den Wahlkreis Merseburg 4 (Halle) und die Fortschrittspartei.
Spielberg war mit Marie Hulbe verheiratet, der Ehe entstammte Helene Spielberg, die den Mediziner Ernst Kohlschütter heiratete.